# Boris Strielcow
Boris Nikołajewicz Strielcow, ros. Борис Николаевич Стрельцов (ur. 11 grudnia 1943 w Frunze, Kirgiska SRR) – rosyjski piłkarz, grający na pozycji napastnika, trener piłkarski.

## Kariera piłkarska

### Kariera klubowa
W 1961 rozpoczął karierę piłkarską w klubie Ałga Frunze. W 1968 przeszedł do Zorii Ługańsk, ale w 1970 powrócił do Ałgi. Karierę piłkarską zakończył w klubie Spartak Iwano-Frankiwsk.

## Kariera trenerska
Po zakończeniu kariery zawodniczej pomagał trenować klub (w którym ostatnio występował) Spartak Iwano-Frankiwsk. Potem jeszcze pracował w sztabie szkoleniowym SKA Rostów nad Donem. Od 1981 już samodzielnie prowadził kluby Krylja Sowietow Kujbyszew, Metałłurg Lipieck, Prykarpattia Iwano-Frankowsk, Krywbas Krzywy Róg, Kremiń Krzemieńczuk, Kołos-2 Krasnodar i SKA Rostów nad Donem. Również pracował na stanowisku asystenta trenera w zespołach Rostsielmasz Rostów nad Donem i Kołos Krasnodar. Obecnie pracuje na stanowisku dyrektora Szkoły Sportowej Lokomotiw Moskwa.

## Sukcesy i odznaczenia

### Odznaczenia
- tytuł Mistrza Sportu ZSRR: 1968
- tytuł Zasłużonego Trenera Rosyjskiej FSRR: 1982